# Torta degli angeli
La torta degli angeli (dall'inglese angel food cake e angel cake) è un dolce statunitense simile al pan di Spagna.

## Storia
Sebbene una ricetta antecedente la torta degli angeli fosse stata pubblicata su The Kentucky Housewife (1839) di Lettice Bryan, la prima vera e propria preparazione della angel food cake venne documentata da Isabella Stewart nella seconda edizione del suo The Home Messenger Book of Tested Recipes del 1878. Stando a quello che riporta Stewart, per preparare il dolce, erano necessari undici albumi d'uovo, zucchero, farina, estratto di vaniglia e cremor tartaro.

## Caratteristiche e preparazione
La torta degli angeli deve il suo nome alla sua leggerezza, che la renderebbe simile a del "cibo per gli angeli". Per prepararla bisogna montare l'albume e aggiungervi farina, possibilmente di grano tenero, zucchero e cremor tartaro. Il composto viene quindi inserito in uno stampo alto e rotondo per ciambelloni e infornata. In seguito, il dolce viene rimosso dallo stampo, lasciato raffreddare e insaporito e decorato con ingredienti a scelta fra cui glassa, salsa di frutta, zucchero a velo o spezie.

## Alimenti simili
Fra i numerosi dolci simili alla torta degli angeli vi sono impasti soffici a base di uova e farina, talvolta usati come ingredienti per altri dolci, come il celebre pan di Spagna o la génoise ligure.
La angel cake americana non va confusa con l'omonimo dolce britannico, che è composto da tre strati di pan di Spagna di colore bianco, rosa e giallo e separati da uno strato di crema.
Un dolce considerato la "controparte" della torta degli angeli è la devil's food cake ("torta del diavolo"), una torta al burro e cioccolato anch'essa nata negli USA.